# Ekphrasis
L’ekphrasis ou ecphrase est une description précise et détaillée (grec ancien ἐκφράζειν, « expliquer jusqu'au bout »). Le concept est à ses débuts synonyme d’hypotypose avant de voir son sens se restreindre à la description des œuvres d'art. Cette contraction sémantique s'explique par son emploi fréquent dans la littérature gréco-latine, constituant presque un genre en soi. L'essor de la critique d'art à l'époque moderne, comme l'illustrent les Salons de Diderot, remet cette figure sur le devant de la scène. Durant l'Antiquité comme à l'époque contemporaine, l’ekphrasis sert de métaphore et de mise en abyme de l'acte créateur.

## Évolution du sens
Aux premiers siècles de notre ère, l’ekphrasis est un discours descriptif qui met sous les yeux de manière vivante le sujet qu'il évoque, qui peut être une personne, un lieu, un événement.

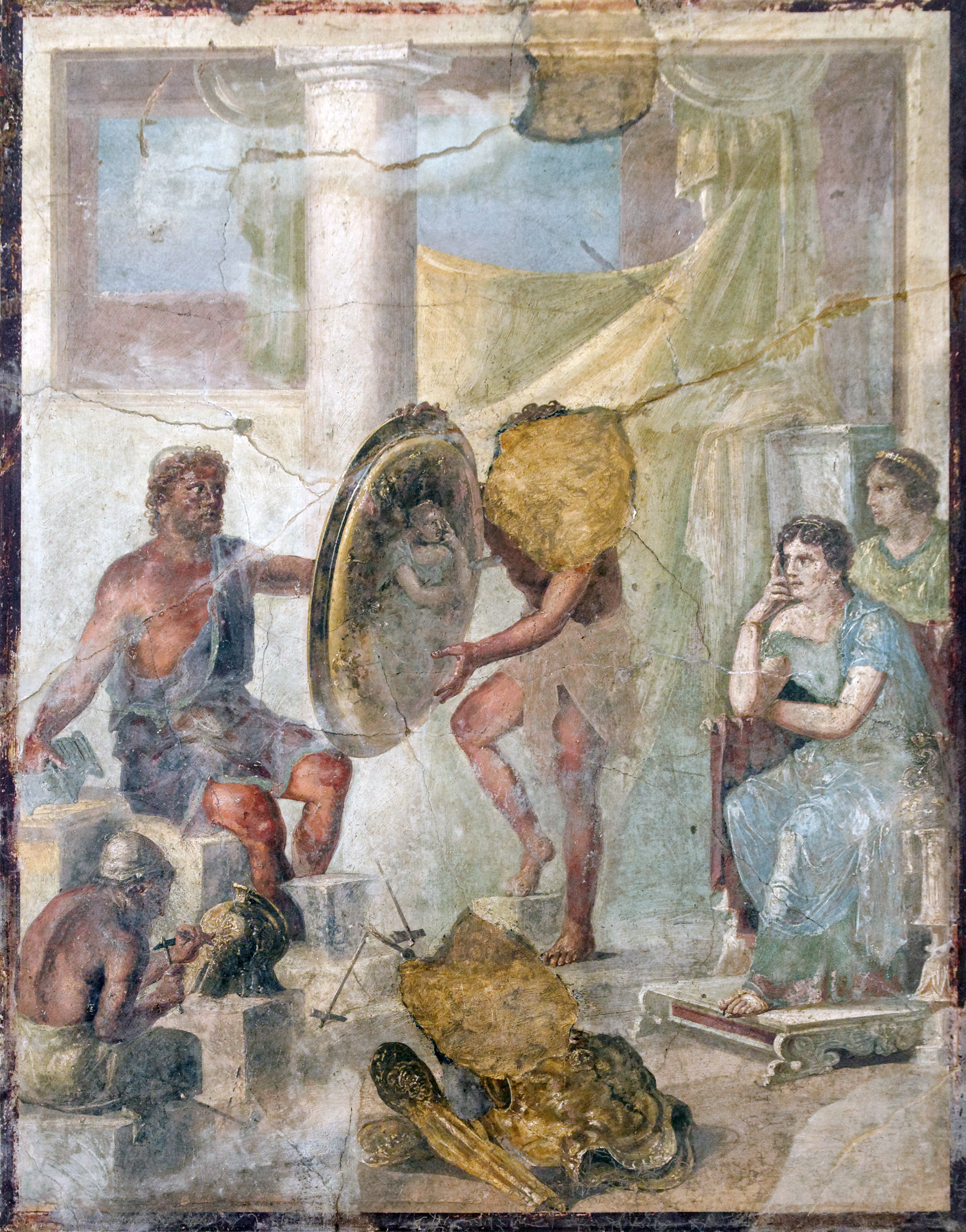
Le bouclier d'Achille sur une fresque de Pompéi, Ier siècle

En ce sens, l’ekphrasis est une hypotypose dont un exemple célèbre est la description par Homère, dans l’Iliade, de la forge du bouclier d'Achille par le dieu Héphaïstos, bouclier d'ailleurs conçu non pas pour protéger Achille, mais « pour que tous soient émerveillés » quand le destin l'atteindra à Troie, où il mourra.

« Et il fit d’abord un bouclier grand et solide, aux ornements variés, avec un contour triple et resplendissant et une attache d’argent. Et il mit cinq bandes au bouclier, et il y traça, dans son intelligence, une multitude d’images. Il y représenta la terre et l’Ouranos, et la mer, et l’infatigable Hélios, et l’orbe enflé de Sélènè, et tous les astres dont l’Ouranos est couronné : les Plèiades, les Hyades, la force d’Oriôn, et l’Ourse, qu’on nomme aussi le Chariot qui se tourne sans cesse vers Oriôn, et qui, seule, ne tombe point dans les eaux de l’Okéanos.
Et il fit deux belles cités des hommes. Dans l’une on voyait des noces et des festins solennels. Et les épouses, hors des chambres nuptiales, étaient conduites par la ville, et de toutes parts montait le chant d’hyménée, et les jeunes hommes dansaient en rond, et les flûtes et les cithares résonnaient, et les femmes, debout sous les portiques, admiraient ces choses.
Et les peuples étaient assemblés dans l’agora, une querelle s’étant élevée. [...]
Puis, deux armées, éclatantes d’airain, entouraient l’autre cité. Et les ennemis offraient aux citoyens, ou de détruire la ville, ou de la partager, elle et tout ce qu’elle renfermait. Et ceux-ci n’y consentaient pas, et ils s’armaient secrètement pour une embuscade ; et, sur les murailles veillaient les femmes, les enfants et les vieillards. Mais les hommes marchaient, conduits par Arès et par Athéna, tous deux en or, vêtus d’or, beaux et grands sous leurs armes, comme il était convenable pour des dieux ; car les hommes étaient plus petits. Et, parvenus au lieu commode pour l’embuscade, sur les bords du fleuve où boivent les troupeaux, ils s’y cachaient, couverts de l’airain brillant. »

— Homère, Iliade, XVIII, v. 478-497 et 508-522. Traduction de Leconte de Lisle.
À la fin du XIXe et du début du XXe siècle, les théoriciens de la littérature réduisent le sens d'ekphrasis à une simple description ou d'une représentation verbale d’un objet artistique, souvent enchâssée dans un récit. Cette évolution serait liée à une interprétation erronée des textes antiques.

« the existence of this intermediate category of ekphraseis (in the ancient sense) of works of art and architecture (like Philostratos' Eikones or Paul the Silentiary's verse ekphrasis of Hagia Sophia) provided part of the impetus towards the modern definition as scholars in the late nineteenth and early twentieth centuries focused attention on this particular group of texts which then came to stand for the whole category of ekphrasis. But at no point in Antiquity (or Byzantium) was ekphrasis confined to a single category of subject matter, nor can every text about images be claimed as ekphrasis in the ancient sense. »

— Webb (2009), p. 3.
C'est un objet littéraire considéré en tant qu'il interroge les rapports entre un sujet et sa représentation. Apparaissant ainsi comme un équivalent littéraire du tableau, racontant la même histoire et traitant des mêmes thèmes, l'ekphrasis s'inscrit dans la théorie de l'équivalence entre poésie et peinture qui a traversé l'Antiquité d'Aristote à Plutarque et Horace.

## Lesekphrasisd'œuvres d'art dans la littérature antique

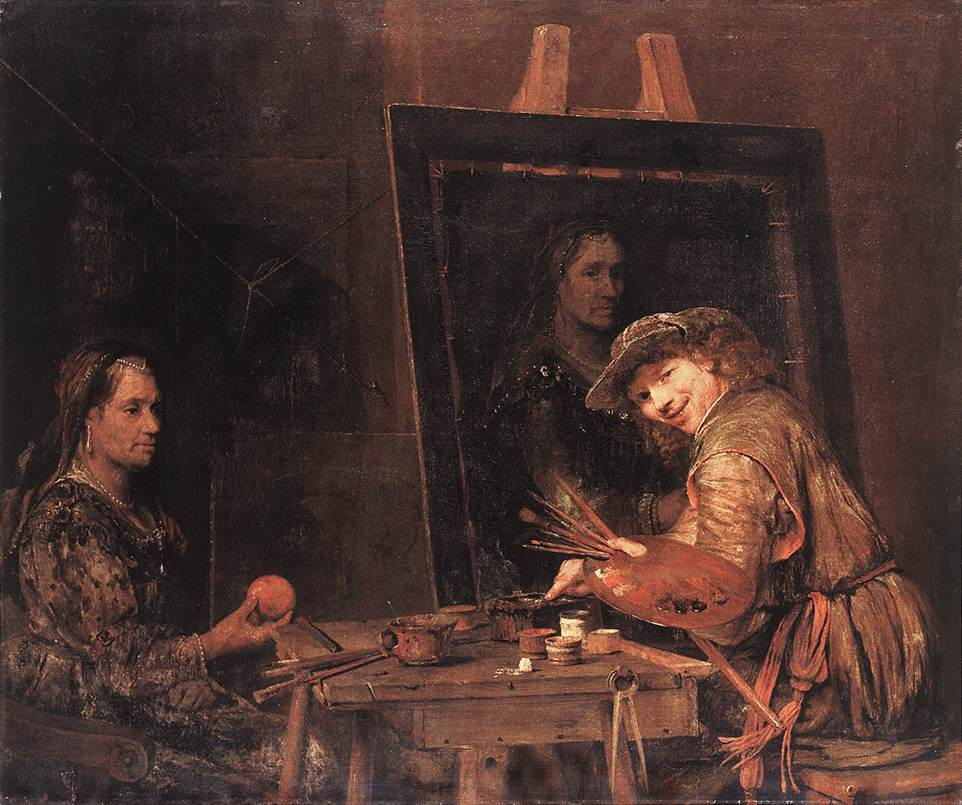
Aert De Gelder, Selbstbildnis als Zeuxis, 1685 (Städelsches Kunstinstitut, Francfort). Le peintre s'autoreprésentant en train de peindre est un thème d'ekphrasis courant.

Pour Georges Molinié et Michèle Aquien, il s'agit d'un « modèle codé de discours qui décrit une représentation (peinture, motif architectural, sculpture, orfèvrerie, tapisserie). Cette représentation est donc à la fois elle-même objet du monde, un thème à traiter et un traitement artistique déjà opéré, dans un autre système sémiotique ou symbolique que le langage ». Cette conception rejoint l'idée première de l’ekphrasis et de toute description animée, comme d'une mise en abyme de la réalité où le peintre-narrateur se fait créateur, successeur de Dieu.

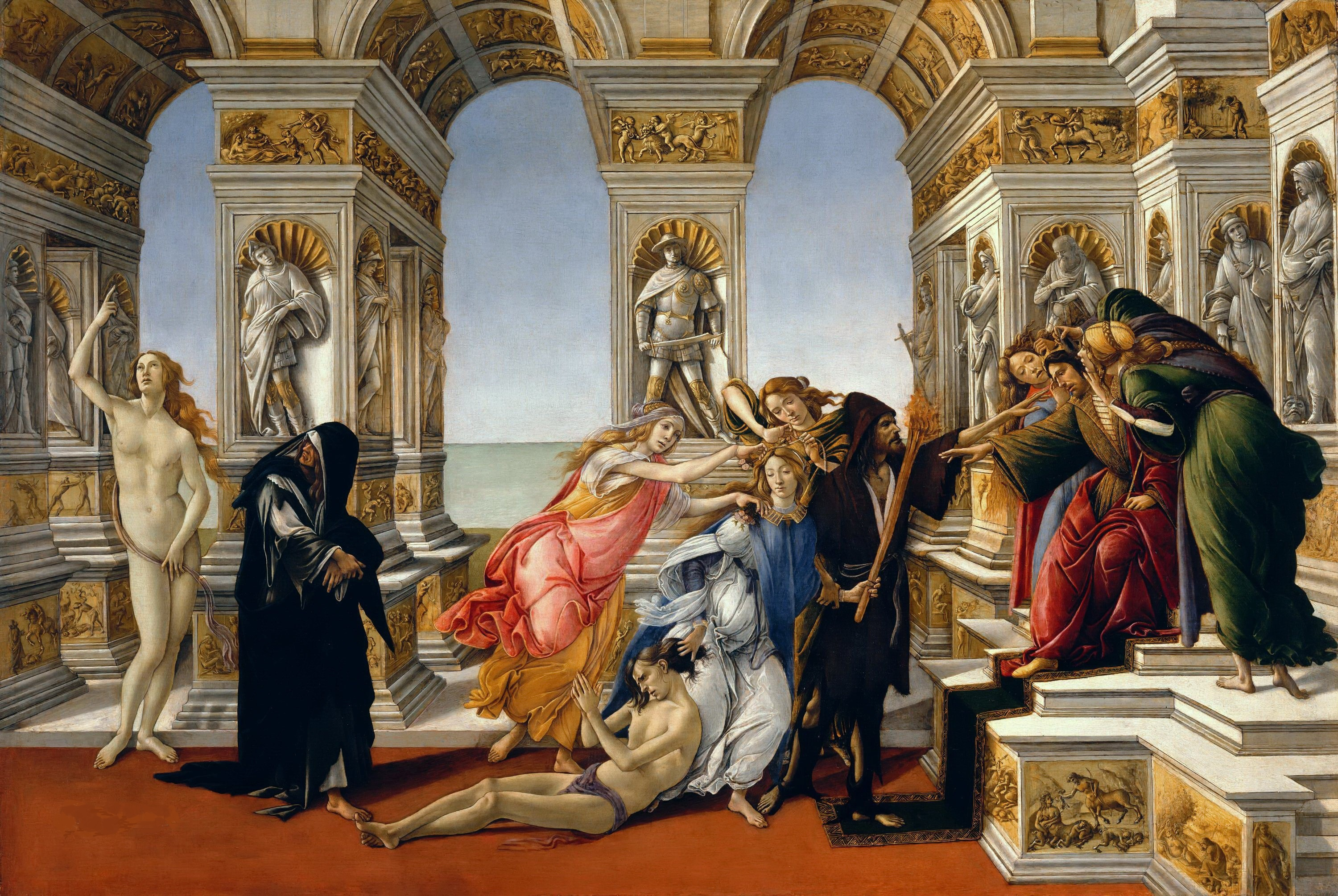
La Calomnie d'Apelle, peinture de Botticelli qui transcrit une ekphrasis de Lucien de Samosate.

L’ekphrasis d'œuvres d'art ou d'architecture forme dès l'Antiquité, une catégorie d’ekphrasis à part entière. Dans Leucippé et Clitophon, roman grec d'Achilles Tatius, le narrateur décrit un tableau qu'il a sous les yeux, représentant le mythe du rapt de Philomèle et son viol par Térée. De même Lucien de Samosate, dans son traité sur la délation, décrit avec précision un tableau d'Apelle consacré à ce thème ; le texte de Lucien inspirera plus tard Botticelli. Ce type de description se poursuit durant plusieurs pages comme chez Virgile dans l’Énéide au livre VIII, ainsi que dans l'un des premiers romans latins, le Satyricon de Pétrone, à travers la fresque représentant Troie chez Trimalcion.
Les sujets d’ekphrasis varient : à côté des sculptures de boucliers on peut trouver des descriptions de scènes de la guerre de Troie. La pinacothèque des Propylées à Athènes illustre les descriptions de Pausanias ; les fresques du temple de Carthage renvoient aux descriptions de Virgile. Les tapisseries de scènes mythologiques grecques ou latines forment également des sujets privilégiés : c'est le cas de la tapisserie représentant les noces de Thétis et Pélée dans le poème 64 de Catulle, ou du passage des Métamorphoses d'Ovide qui décrit les toiles tissées par Minerve et Arachné lors de leur lutte.

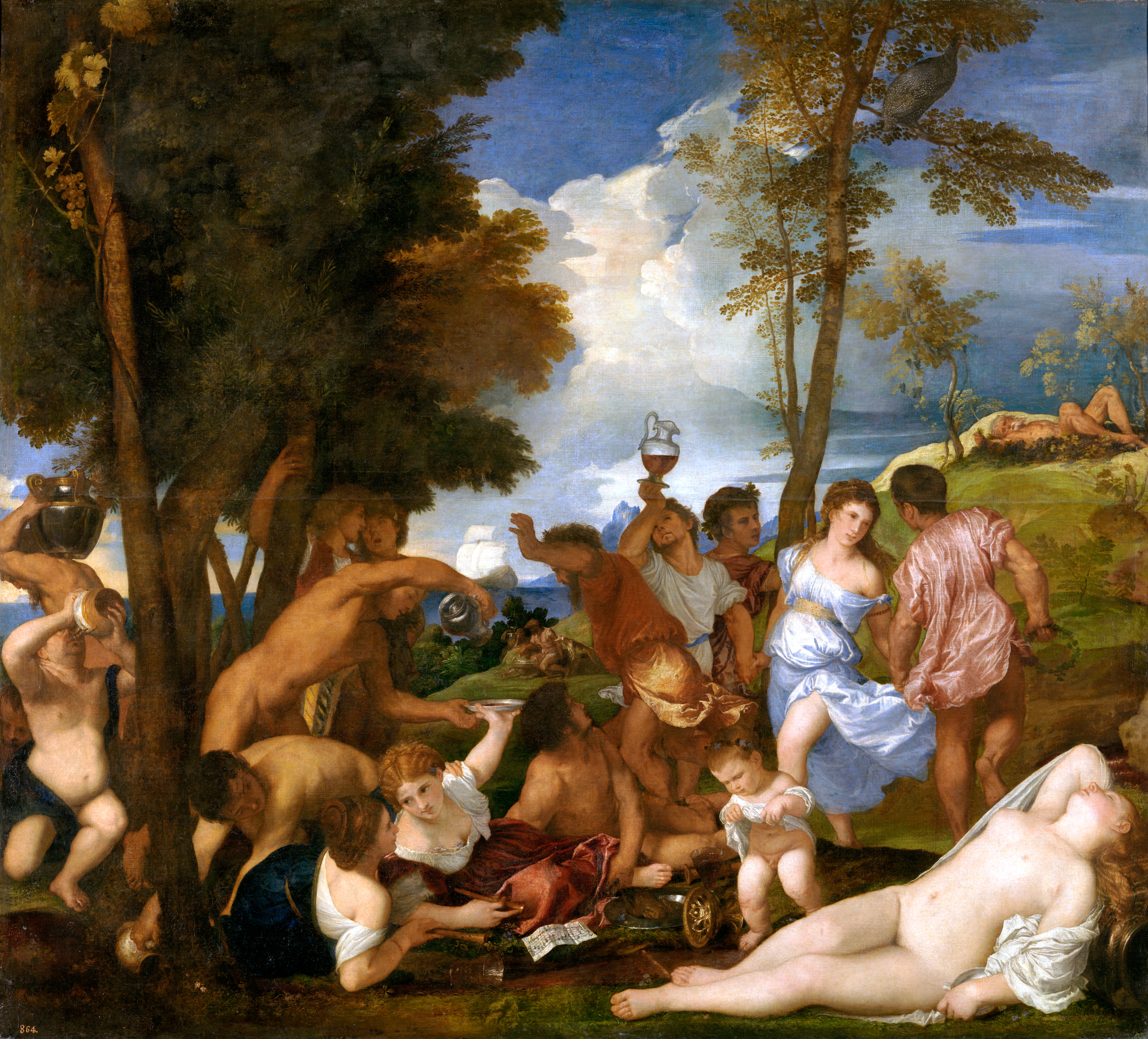
Bacchanale des Andriens, tableau de Titien inspiré d'une ekphrasis de Philostrate.

La modification du sens du terme « ekphrasis » pour désigner spécifiquement des œuvres d'art vient peut-être de l'auteur grec Philostrate de Lemnos, qui, dans ses Eikones en fait un genre d’écriture à part. Il décrit 64 tableaux réunis dans une même galerie, sous la forme d'un discours adressé à des enfants : s'arrêtant devant chaque œuvre, il explique l'histoire représentée et loue les qualités du tableau. Il s'agit d'abord d'un exercice littéraire et les tableaux décrits sont peut-être inventés par Philostrate. Ces descriptions de tableaux aux thèmes tirés d'ouvrages anciens, notamment d'Homère, ont à leur tour inspiré des peintres modernes tels que Titien, Raphaël et Poussin, ainsi que Goethe qui a commenté l'ouvrage en le complétant par ses propres ekphraseis.
Elle constitue aussi, les œuvres peintes elles-mêmes ayant presque toutes disparu, une source pour l'histoire de l'art et pour la compréhension de l'esthétique antique : que les tableaux décrits par les ekphrasis soient réels ou fictifs, leur description peut nous donner une idée de ce qui, aux yeux des contemporains, constituait une œuvre d'art, à condition toutefois de se rappeler qu'il s'agit de l'imitation par un écrivain des moyens du peintre et pas d'une description technique du tableau.

## Lesekphrasisd'œuvres d'art à la Renaissance
L'ekphrasis, d'origine byzantine, constitue, au départ, un exercice d'apprentissage oratoire dans les écoles de rhétorique. Ce genre littéraire se développe dans le milieu humaniste rassemblé autour du Véronais Guarino, qui s'enthousiasme pour l'image. Il s'agit des descriptions littéraires d'œuvres picturales, dont on admire les qualités narratives. L'artiste contemporain honoré par l'ekphrasis humaniste du début XVe siècle est Pisanello, auquel sont dédiés des poèmes descriptifs et panégyriques. L'écrivain tente alors de substituer à l'ordre visuel du pictural, l'ordre linguistique du discours : le grand mérite d'une image tient à ce que l'on croit y entendre les oiseaux, les chiens, les chevaux, le vent, la mer, les rivières, etc.  Dans une large mesure, une peinture est appréciée dans ce cadre si elle autorise, par sa composition et son abondance anecdotique, un tel discours descriptif.
Ainsi, Masaccio, avec sa rigueur et son austérité presque « laconiques » parait pauvre et sec à de tels spectateurs. Les sujets qui sont appréciés sont ceux proches des mythes et des récits antiques. Apollonio di Giovanni, peintre de cassoni, est surnommé le nouvel Apelle du Quattrocento. Pour l'œil cultivé et  « littéraire » d'un humaniste du début du siècle, ses panneaux narratifs, abondants en détails inventifs, paraissent bien plus modernes et cultivés que les retables ou les fresques d'un jeune Masaccio, giottesque, archaïsant, et trop sévère.

## Lesekphrasisd'œuvres d'art à l'époque moderne et contemporaine
Les descriptions d'œuvres d'art sont courantes à l'époque moderne. Les Salons organisés au XVIIe siècle en France font l'objet de comptes rendus qui, faute d'illustration, cherchent à décrire le plus précisément possible les tableaux à l'intention de lecteurs qui ne pourront pas les voir.
C'est ce que fait Diderot dans ses Salons, bien que ses commentaires se distinguent de l’ekphrasis pratiquée depuis l'Antiquité : d'une part, ils ne se résument pas à un éloge, d'autre part, ils rendent également compte de la composition.
À l'époque moderne, la notion d’ekphrasis réapparaît, selon Janice Koelb, par l'intermédiaire de deux critiques français, qui, la fin du XIXe siècle, auraient employé le terme pour désigner des descriptions d’art : Édouard Bertrand et Auguste Bougot, dans deux études sur Philostrate, justement. Mais c'est seulement en 1949, avec Leo Spitzer, dans son article sur l’Ode to a Grecian Urn de John Keats, que cette figure est consacrée. Depuis lors, des théoriciens de la littérature comme Michael Riffaterre aux États-Unis, Donald Fowler en Angleterre, Fritz Graf en Allemagne, Anne-Elisabeth Spica en France fondent sur l'ekphrasis une conception générale de la littérature et du verbal comme image de la médiation et non plus simple illusion discursive (ou mimésis), conception héritée du mouvement américain du New Critic.
Le courant littéraire très attaché à l'esthétique plastique dit de « l’écriture artiste » (représenté en France par Joris-Karl Huysmans, les frères Goncourt, ou le critique Sainte-Beuve) favorise les ekphrasis pour constituer un lien intimiste et d'identification entre les pensées des personnages et leurs environnements domestiques. L'ouvrage faisant référence en cette matière demeure À Rebours de Joris-Karl Huysmans. Ce n'est donc pas un hasard si la mise en abyme de l'acte créatif prend souvent la forme de l'ekphrasis en particulier chez Proust[réf. nécessaire]. Les auteurs modernes comme Francis Ponge, mais aussi Georges Perec ou Claude Simon ont su redonner vie à cette figure antique, signe d'admiration plastique. Janice Koelb constate[réf. nécessaire] une remarquable continuité de la notion depuis l’Antiquité, au Moyen Âge et à la Renaissance jusqu’au XVIIIe siècle, notamment grâce aux manuels de rhétorique qui traversent quasi intacts ces périodes. Umberto Eco théorise et, dans ses romans, pratique l'ekphrasis « ouverte », qui décrit explicitement une œuvre d'art, et l'ekphrasis « occulte », dans laquelle une scène s'inspire d'un tableau que seul le lecteur cultivé peut reconnaître.
La critique moderne emploie aussi le terme d’ekphrasis en un sens plus large, comme un synonyme de critique d'art, pour désigner un commentaire discursif portant sur une œuvre d'art.

### Textes antiques
- Philostrate (trad. Auguste Bougot), La Galerie de tableaux, Les Belles Lettres, 1991, révisé et annoté par François Lissarrague, préface par Pierre Hadot.
- (fr) Aélius Théon, Progymnasmata, traduction de Michel Patillon, Paris, Les Belles Lettres, 1997, 353p.,  (ISBN 2-251-00453-X)
- Émile Chambry, Alain Billault, Émeline Marquis et Dominique Goust (trad. du grec ancien par Émile Chambry, préf. Alain Billault), Lucien de Samosate : Œuvres complètes, Paris, Éditions Robert Laffont, coll. « Bouquins », 2015, 1248 p. (ISBN 978-2-221-10902-1), « Qu'il ne faut pas croire à la calomnie ».

### Études savantes
- Daniel Arasse, L'Homme en perspective - Les primitifs d'Italie, Paris, Hazan, 2008, 336 p. (ISBN 978-2-7541-0272-8).

- (fr) Jean-Pierre Aygon, « L’ekphrasis et la notion de description dans la rhétorique antique », Pallas, n°27 (1979), pp. 3-37.
- (fr) Edouard Bertrand, Un Critique d’art dans l’antiquité : Philostrate et son école, Paris: Thorin, 1881,  (ISBN 3-7694-0409-2)
- (fr) Barbara Cassin, L'« ekphrasis » : du mot au mot, dans Vocabulaire européen des philosophies : dictionnaire des intraduisibles, Seuil, Dictionnaires le Robert, 2004  (ISBN 2-02-030730-8).
- (fr) Collectif, « Toucher des yeux. Nouvelles poétiques de l’ekphrasis », Études françaises, numéro préparé par Ginette Michaud, vol. 51, n° 2, 2015, 232 p. (http://revue-etudesfrancaises.umontreal.ca/volume-51-numero-2/).
- (fr) Jean-Michel Croisille, Poésie et art figuré de Néron aux Flaviens. Recherches sur l'iconographie et la correspondance des arts à l'époque impériale (« Collection Latomus », 179), Bruxelles, Latomus, 1982, 2 vol., 726 p. et 167 pl.
- (fr) K. Csürös, La fonction de l'ekphrasis dans les longs poèmes, Université de Budapest, Hongrie, 1997, Nouvelle revue du XVIe siècle,  (ISSN 0294-1414)
- (fr) V. Eckl, L'Ekphrasis au travers des textes de Cébès de Thèbes, Lucien de Samosate et Philostrate de Lemnos : traductions et interprétations aux XVe, XVIe et XVIIe siècles, Rapport de recherche bibliographique, ENSSIB, 2003
- (en) Janice H. Koelb, Poetics of Description. Imagined Places in European Literature, New York & Basingstoke, Palgrave Macmillan, 2006. (Voir le compte rendu de l'ouvrage par Christof Schöch : L'ekphrasis comme description de lieux, dans : Acta Fabula, 8.6, 2007.
- (fr) David Parlier, La Peinture et l'architecture dans l'Astrée sous l'angle de la curiosité, Genève, 2008.
- (fr) A.-E. Spica, Savoir peindre en littérature. La description dans le roman au XVIIe siècle : Georges et Madeleine de Scudéry, Paris, H. Champion, 2002,  (ISBN 2-745-30652-9)
- (en) Leo Spitzer, The Ode on a Grecian Urn, or Content vs Metagrammar, University of Oregon Press, Comparative Literature n°7, 1955,  (ISBN 0-271-01329-X)
- (fr) B. Vouilloux, La peinture dans le texte : XVIIIe – XXe siècles, Paris, CNRS éditions, 1995,  (ISBN 2-271-05238-6)
- (en) Ruth Webb, Ekphrasis, Imagination and Persuasion in Ancient Rhetorical Theory and Practice, Farnham/Burlington, Ashgate, 2009.
- (fr) Bernard Vouilloux, « Descriptions », Le Tournant « artiste » de la littérature française. Écrire avec la peinture au XIXe siècle, Paris, Hermann, 2011, p. 31-74.
- (it) E. Biagini, « Ecfrasi, dipintura. Sguardo sulle teorie della descrizione nei trattati del Cinquecento », dans G. Venturi, M. Farnetti (dir.), Ecfrasi : modelli ed esempi fra medioevo e rinascimento, Rome, 2004, t. II, p. 405-419.